# Ovčáry u Dřís
Ovčáry (deutsch Wowtschar) ist eine Gemeinde in Tschechien. Sie liegt sieben Kilometer östlich von Neratovice und gehört zum Okres Mělník.

## Geographie
Ovčáry befindet sich in der Elbniederung rechtsseitig der Elbe.
Südöstlich liegt der Baggersee Křenek, der in den 1950er und 1960er Jahren durch den Abbau des Hügels „Na Homolce“ entstand. Im Südwesten liegt mit dem Jezero Piskovna ein weiterer großer Baggersee.
Nachbarorte sind Všetaty und Nedomice im Norden, Dřísy im Osten, Křenek im Südosten, Rudeč, Kostelec nad Labem und Jiřice im Südwesten sowie Kozly und Chrást im Nordwesten.

## Geschichte
Die erste schriftliche Erwähnung von Obcziers stammt aus dem Jahre 1350 und befindet sich im Archiv des Prager Kollegiatskapitels. Es wird angenommen, dass der Ort weitaus älter ist und im 12. Jahrhundert erlosch, denn in einer aus dieser Zeit stammenden und auf 1052 rückdatierten Urkunde der Altbunzlauer Kanoniker werden sämtliche umliegenden Dörfer außer Ovčáry und Nedomice genannt.
Im Jahre 1390 war das Dorf zweigeteilt. Einen Teil besaß der königliche Marschall Jan Čuch von Zásada auf Lobkovice. Weiterer Besitzer des weltlichen Anteils waren Dietrich von Hrušov sowie die Ritter Karl und Hynko Vrábský. Wegen Beteiligung am Ständeaufstand von 1547 wurden die Vrábský mit dem Verfall des Mannslehens der Herrschaft Vrábí bestraft. Rudolf II. verkaufte die Herrschaft Vrábí einschließlich des Hofes Ovčáry an Hynko Vrábský Tluksy von Vrábí, der die Güter der Herrschaft Brandeis zuschlug. Der andere Teil des Ortes gehörte seit dem 15. Jahrhundert den Herren von Riesenburg und Osseg. Von Sezima Beneš von Riesenburg gelangte dieser Teil an Beneš Sekerka von Sedčice. Dieser wiederum verkaufte seinen Besitz 1495 an Bartoš Bubna von Všebořice. Nach Bubnas Tode fiel das Erbe an dessen Enkel Sigmund und Heinrich Vančura von Řehnice. Burian Vančura verkaufte 1604 seine Güter der Stadt Mělník. Der Rat von Mělník veräußerte 1615 einen Teil davon, zu dem auch Ovčáry gehörte, an König Matthias. Der König schlug die Dörfer Ovčáry, Nedomice und  Všetaty der Kammerherrschaft Brandeis zu.
Im Dreißigjährigen Krieg wurde das Dorf von verschiedenen Heeren heimgesucht. 1620 war es die berüchtigte polnische Kavallerie von Aleksander Józef Lisowski die auch Dörfer Mečeříž und Polerady niederbrannte. 1625 kam es in der ganzen Herrschaft Brandeis zu sozialen Unruhen, die Aufständischen schlossen sich zu einer eigenen militärischen Einheit zusammen, die unter einem weißen Banner mit goldenem Kelch kämpfte. Nachdem die kaiserlichen Truppen die Aufständischen zersprengt hatten, verließen die meisten ihre böhmische Heimat und siedelten sich in der an Kursachsen verpfändeten Oberlausitz um die Stadt Zittau an. 1631 fielen kursächsische Truppen unter Hans Georg von Arnheim auf dem Wege von Melnik nach Altbunzlau in Wowtschar ein und legten das Dorf in Schutt und Asche. 1638 taten die Kaiserlichen ein gleiches. Wowtschar blieb danach verlassen und lag bis 1662 wüst.
Erster Bewohner des Ortes nach der Wiederbesiedlung war 1662 Johann Schulz, ein Nachfahre des früheren Gastwirtes Martin Scholz. Auf dem Wege nach Prag vereinigten sich am 26. November 1741 bei Wowtschar Bayerische, Französische und Kursächsische Truppen. 1744 zogen die Preußen von Melnik nach Altbunzlau und zogen noch im selben Jahre wieder nach Zittau und Reichenberg ab. Am 1. Mai 1757 überquerte der preußische General Hans Karl von Winterfeldt von Elbeteinitz den Fuße durch die Wowtscharer Furt.
Nach der Aufhebung der Patrimonialherrschaften wurde Ovčáry 1850 zu einem Ortsteil der Gemeinde Nedomice im Bezirk Karlín. Ab 1882 kämpfte das Dorf zunächst erfolglos um seine Eigenständigkeit. Im Jahre 1923 wurde die Gemeinde Nedomice dem Bezirk Brandýs nad Labem zugeordnet. Am 16. Oktober 1924 erlangte Ovčáry seine Eigenständigkeit. 1961 wurde die Gemeinde dem Okres Mělník zugeordnet.

## Gemeindegliederung
Für die Gemeinde Ovčáry sind keine Ortsteile ausgewiesen.

## Sehenswürdigkeiten
- zwei Kruzifixe, errichtet 1800 und 1881
- Glockenturm
- Denkmal für die Gefallenen des Ersten Weltkrieges